# نهائي كأس الكؤوس الأوروبية 1979
نهائي كأس الكؤوس الأوروبية 1979 جمعت المباراة النهائية في نسخة 1979 في بطولة كأس الكؤوس الأوروبية ناديً برشلونة الإسباني وفورتونا دوسلدورف الألماني وتمكن نادي برشلونة من الفوز بنتيجة 4-3 وتحقيق اللقب الأول له في اطار البطولة، بعد انتهاء الوقت الأصلي بالتعادل 2-2 ومن ثم لعب شوطيين اضافيين.

## التفاصيل
| برشلونة                                                                  | 4–3 و.إ  | فورتونا دوسلدورف                                            |
| ------------------------------------------------------------------------ | -------- | ----------------------------------------------------------- |
| سانشيز 5' · أسينسي 34' · ريكساش 104' · كرانكل 111' · المدرب · يواكيم ريف | التفاصيل | توماس الوفز 8' · ولفيغانغ سيل 41 ،114' · المدرب · هانس دتير |

| برشلونة | فورتونا دوسلدورف |